# 台湾姜味草
台湾姜味草（学名：Micromeria formosana）为唇形科姜味草属下的一个种。其种加词“formosana”意为“台湾的”。
现接受名为牛至指名亚种（Origanum vulgare subsp. vulgare）。